# Rex Masterman Hunt
Sir Rex Masterman Hunt, CMG (Redcar, 26 giugno 1926 – Stockton-on-Tees, 11 novembre 2012), è stato un diplomatico britannico ed amministratore coloniale. In particolare è stato governatore delle isole Falkland tra il 1980 ed il settembre 1985; nel suo periodo di governo ricade la guerra delle Falkland.

## Biografia
Rex Masterman Hunt nacque a Redcar, North Riding of Yorkshire, il 26 giugno 1926. Redcar oggi fa parte dell'autorità unitaria di Redcar and Cleveland. Dopo aver frequentato la Coatham School a Redcar, studiò giurisprudenza al St Peter's College dell'Università di Oxford. Nel 1941 entrò nella Royal Air Force e nel 1944 si arruolò come aviatore. L'anno successivo venne commissionato pilota. Nel giugno del 1946 fu promosso ufficiale di volo temporaneo. Nel dicembre dello stesso anno la promozione divenne permanente. Nell'agosto del 1946 venne trasferito al 5º squadrone della Royal Air Force in India dove pilotò gli Spitfires, prima di trasferirsi in Germania con il 26º squadrone nell'agosto del 1947. Ha lasciato il servizio attivo nel settembre del 1948 e ricevette il grado di tenente di volo nelle riserve della Royal Air Force nel settembre del 1950. Nel dicembre del 1953 cedette la commissione.
Nel 1952 entrò nel servizio coloniale e diplomatico e nel 1962 ottenne il suo primo incarico all'estero come commissario distrettuale in Uganda. Fu poi primo segretario a Kuching, nel Sarawak, dal 1964 al 1965, a Jesselton, nel Sabah dal 1965 al 1967 e nel Brunei dal 1967 al 1968. Nel 1968 venne trasferito ad Ankara, in Turchia, ma ritornò poi in Asia dove mantenne l'incarico di capo della cancelleria a Giacarta, in Indonesia, dal 1970 al 1972. Dopo un breve periodo nel Regno Unito, fu nominato console generale presso l'ambasciata britannica a Saigon, nel Vietnam del Sud, nel gennaio del 1974. Si trovava lì al momento della caduta del Vietnam del Sud nel 1975. L'anno successivo fu trasferito a Kuala Lumpur, in Malaysia, e prestò servizio come vice-commissario dal 1977 al 1979.
Il 14 gennaio 1980 venne nominato governatore e comandante in capo delle Isole Falkland, viceammiraglio delle Isole Falkland e alto commissario del Territorio Antartico Britannico. Lo status delle Isole Falkland era irritante per il Foreign Office britannico che voleva cederle all'Argentina. Il ruolo di Hunt era quello di persuadere gli isolani che la sovranità argentina era nel loro migliore interesse. Hunt scoprì presto che la popolazione delle Isole Falkland era assolutamente contraria a qualsiasi cessione di sovranità e riferì queste informazioni al Foreign Office. I suoi superiori a Londra non ricevettero bene la notizia e conclusero che Hunt era "diventato un nativo".
All'inizio dell'invasione delle Isole Falkland nel 1982, Hunt fece della sua residenza ufficiale, la Government House a Stanley, la sede operativa dei Royal Marines. Mandò la sua famiglia e il personale domestico in case più sicure con solo i loro beni più preziosi; la sua governante portò con sé una foto della regina e una bottiglia di gin. Government House divenne rapidamente il luogo di scontro tra la guarnigione dei Royal Marines e i commando della marina argentina. Hunt diede l'ordine di deporre le armi e poi, recatosi al municipio di Stanley indossando l'uniforme e l'elmo piumato per incontrare il comandante argentino, disse al viceammiraglio Carlos Büsser: "Sei sbarcato illegalmente sul territorio britannico e ti ordino di partire con le tue truppe immediatamente". Fu quindi catturato dalla forza di invasione argentina ed espulso in Uruguay. Già quattro ore dopo la cattura era su un aereo diretto a Montevideo. Rimase in esilio forzato durante l'occupazione argentina. Dopo la guerra, il 25 giugno 1982, Hunt riprese il suo lavoro come governatore delle Isole Falkland. Lasciò l'incarico il 16 ottobre 1985.
Hunt scrisse del suo periodo nelle Isole Falkland nel suo libro My Falkland days, pubblicato nel 1992. Fu presidente della Falkland Islands Association per molti anni. Lasciò la presidenza nel 2004 e si trasferì a Elton, nella contea di Durham, a pochi chilometri dalla sua nativa Redcar.
Venne nominato cittadino onorario di Londra nel 1981 e di Stanley, nelle Isole Falkland nel 1985. Nel 1987 fu nominato commodoro d'onore onorario del 2729º squadrone reale ausiliario "Città di Lincoln".
Morì all'ospedale di Stockton-on-Tees l'11 novembre 2012 all'età di 86 anni. Alla sua morte, il Primo ministro britannico David Cameron dichiarò che Hunt "dovrebbe essere un eroe per tutti in Gran Bretagna per il suo coinvolgimento durante la guerra delle Falkland". È sepolto nel cimitero della chiesa di Tutti i Santi a Hutton Rudby.

## Vita personale
Era sposato con Mavis e aveva due figli: Antony e Diana.

## Nella cultura di massa
Hunt è stato interpretato da Ian Richardson nel dramma televisivo della BBC del 1992 An Ungentlemanly Act.